# جسم و روح (فیلم ۱۹۴۷)
جسم و روح (انگلیسی: Body and Soul) فیلمی در ژانر درام به کارگردانی رابرت راسن است که در سال ۱۹۴۷ منتشر شد.
این فیلم برنده جایزه اسکار بهترین تدوین توسط فرنسیس لیون و رابرت پریش در سال ۱۹۴۷ شده است.

## بازیگران
- جان گارفیلد
- لیلی پالمر
- هیزل بروکس
- ان رویر
- ویلیام کنراد
- کانادا لی
- لوید گوگ
- ویرجینیا گرگ
- تئودور لورچ